# ARCA

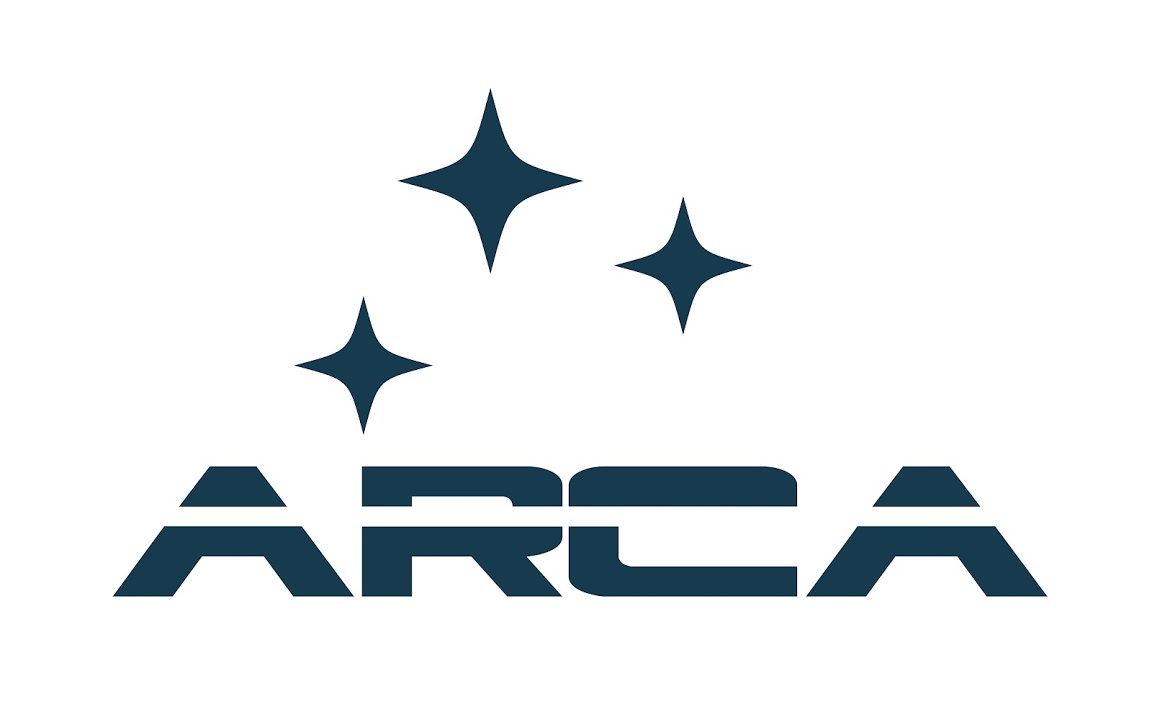
ARCA

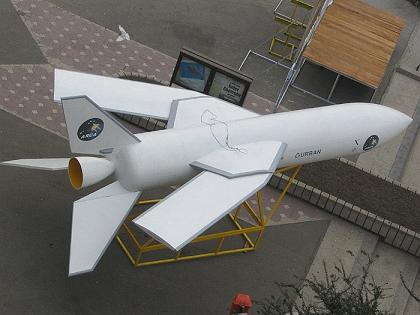
Orizont

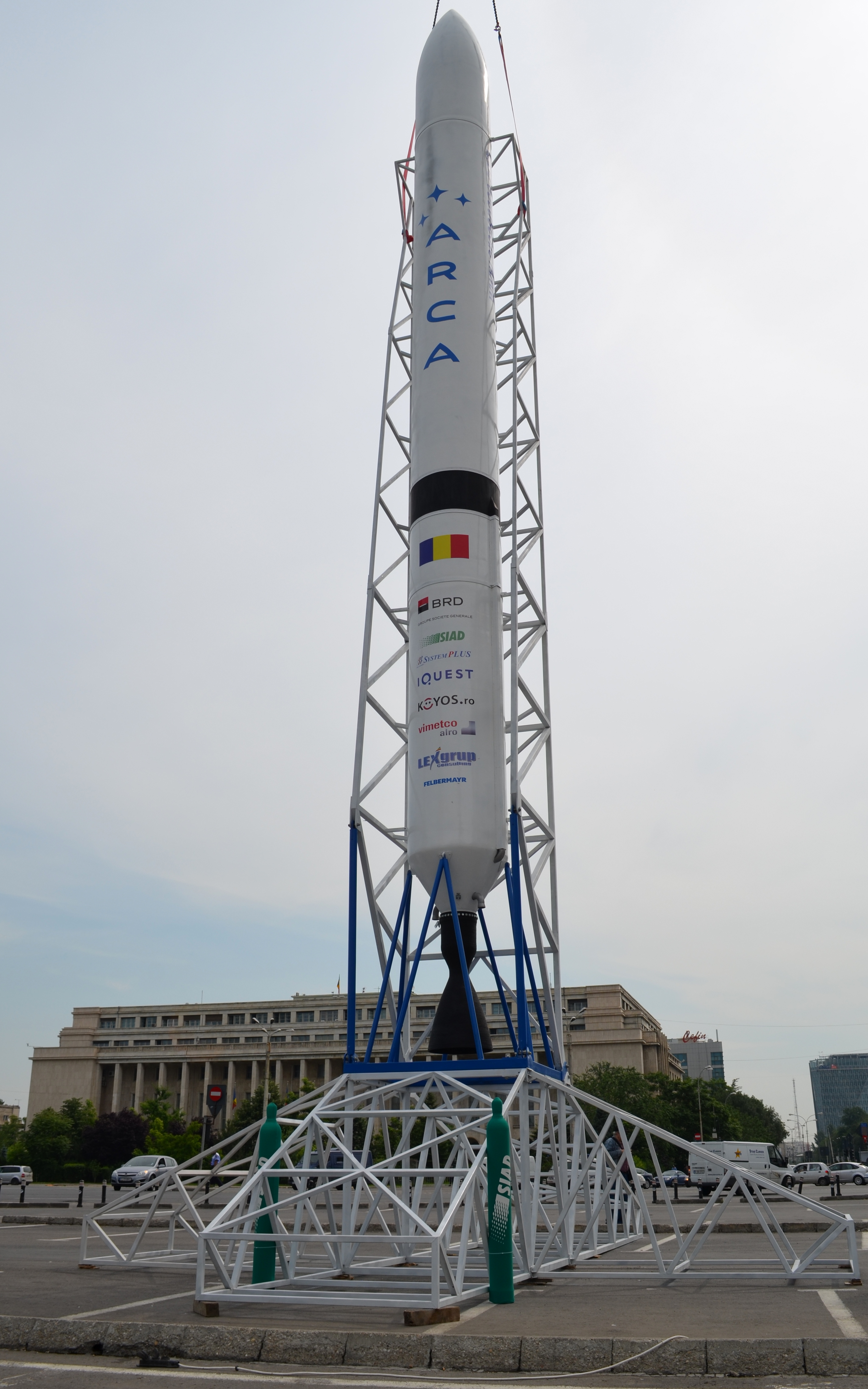
HAAS 2c

ARCA (Asociatiei Romane pentru Cosmonautica si Aeronautica) – Rumuńskie Stowarzyszenie Astronautyki i Aeronautyki, założone w 1999 r. przez ówczesnego studenta politechniki w Bukareszcie, Dumitru Popescu, który obecnie jest jego prezydentem. Celem ARCA jest promowanie eksploracji kosmosu oraz prace zmierzające do budowy rakiet nośnych i statków kosmicznych. ARCA jest uczestnikiem konkursu Google Lunar X Prize, którego przedmiotem jest umieszczenie na Księżycu przez amatorski zespół własnego lądownika wraz z łazikiem. Na tej bazie ARCA zamierza rozwijać własny system transportu orbitalnego, a także współpracuje z Europejską Agencją Kosmiczną przy programie ExoMars.

## Udział w Google Lunar XPrize
Pierwotna koncepcja ARCA polegała na wyniesieniu za pomocą balonu stratosferycznego rakiety Haas na wysokość ok. 30 km, gdzie miała ona zostać odpalona i umieścić na orbicie próbnik księżycowy ELE (European Lunar Explorer) wraz z ostatnim stopniem rakiety, który miał doprowadzić go w okolice Księżyca.
W 2010 r. ARCA zmieniła koncepcję, i przystąpiła do budowy samolotu rakietowego IAR-111, który zamiast balonu ma wynieść rakietę na odpowiednią wysokość. Nowa rakieta będzie nosić nazwę Haas 2. 
Do napędzania zarówno samolotu IAR-111 jak i rakiety Haas 2 konstruowany jest silnik rakietowy Executor. 

### Silnik Executor
| Średnica                 | 0,7 m       |
| Długość                  | 2,2 m       |
| Paliwo                   | Nafta       |
| Utleniacz                | Ciekły tlen |
| Masa                     | 250 kg      |
| Impuls właściwy w próżni | 312 s       |
| Ciąg na poziomie morza   | 20 t        |
| Ciąg w próżni            | 24 t        |
| Stosunek ciągu do masy   | 110         |

### Samolot rakietowy IAR-111 Excelsior
| Długość                | 24 m         |
| Rozpiętość skrzydeł    | 12 m         |
| Masa pustego samolotu  | 7,2 t        |
| Masa startowa          | 19,0 t       |
| Silnik                 | Executor 111 |
| Ciąg na poziomie morza | 20 t         |
| Ciąg w próżni          | 24 t         |
| Załoga                 | 2 osoby      |

## Załogowy program orbitalny
Załogowy program ARCA oparty jest na rakiecie Haas 2 i silniku Executor. Program ten jest realizowany w trzech krokach:
- suborbitalna rakieta załogowa Haas 2B[6],
- orbitalna rakieta bezzałogowa Haas 2C[7],
- orbitalna rakieta załogowa Super Haas[8].

Rakiety te będą wystrzeliwane z wyrzutni naziemnych. Rakieta Haas 2C będzie rakietą jednostopniową, zatem w przypadku pomyślnej realizacji projektu będzie pierwszą rakietą typu SSTO. Natomiast Super Haas będzie rakietą dwustopniową o budowie modularnej, której podstawowym modułem będzie Haas 2.

### Rakiety rodziny Haas
| Model               | Haas 2          | Haas 2B       | Haas 2C     | Haas 2C wariant 2-stopniowy   | Super Haas                        |
| ------------------- | --------------- | ------------- | ----------- | ----------------------------- | --------------------------------- |
| Wysokość            | -               | 16,0 m        | 18,0 m      | -                             | 29,0 m                            |
| Średnica            | -               | 1,4 m         | -           | -                             | 3,8 m                             |
| Masa pustej rakiety | -               | -             | 0,51 t      | -                             | -                                 |
| Masa startowa       | -               | 16 t          | 16 t        | -                             | 130 t                             |
| Maksymalny ciąg     | -               | 24 t          | 24 t        | -                             | 168 t                             |
| Maksymalny pułap    | LEO             | 180 km        | LEO         | LEO, Księżyc                  | LEO                               |
| Maksymalny udźwig   | -               | 2,6 t         | 50 kg (LEO) | 400 kg (LEO)                  | 2,6 t (LEO)                       |
| Liczba stopni       | -               | 1 (SSTSO)     | 1 (SSTO)    | 2                             | 2                                 |
| Silniki             | Executor        | Executor      | Executor    | 1 st. Executor 2 st. Executor | 1 st. 7xExecutor 2 st. 2xExecutor |
| Przeznaczenie       | Start z IAR-111 | Loty załogowe | -           | Udział w Google Lunar X Prize | Loty załogowe                     |
| Pierwszy start      | -               | ok. 2016      | -           | ok. 2013                      | ok. 2019                          |